# Hino da FIFA
O Hino da FIFA é tocado no início dos jogos de torneios e competições organizadas pela FIFA, tal como os jogos amigavéis internacionais, o Campeonato do Mundo de Futebol, o Campeonato do Mundo Feminino, o Mundial Sub-20, o Mundial Sub-17, o Mundial Sub-20 Feminino, o Mundial Sub-17 Feminino, o Campeonato do Mundo de Futsal, o Campeonato do Mundo de Futebol de Praia, e o Mundial de Clubes desde o Mundial 1994. Foi composto por Franz Lambert, sendo um hino instrumental, sem letra, sendo recentemente re-arranjado e produzido por Rob May e Hill Simon.